# Rio Aldan
O rio Aldan é um rio de 2273 km de comprimento (dos quais 1600 km são navegáveis), situado na Sibéria oriental e afluente do rio Lena. Drena uma enorme bacia de 729 000 km2.
Do seu fundo se extrai ouro e fósseis do período cambriano.